# آلت نری

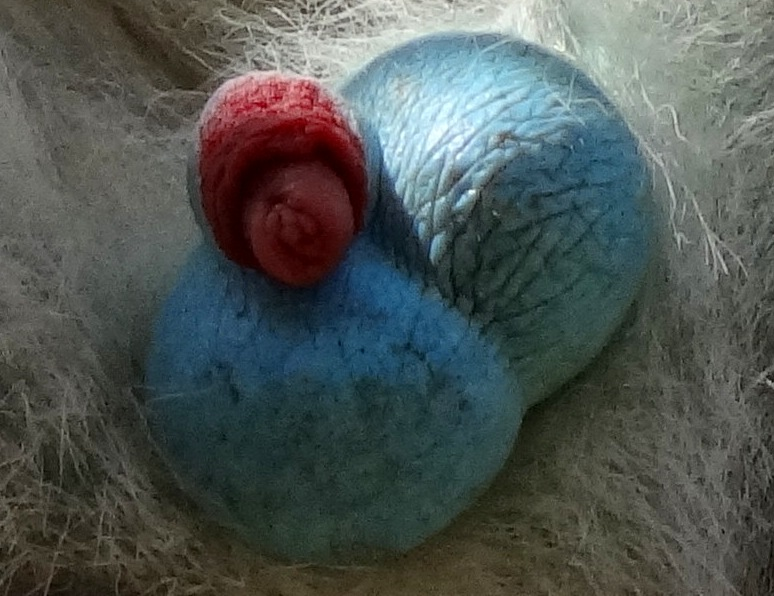
میمون وِروِت دارای آلت تناسلی‌ سرخ و کیسه بیضه‌ٔ‌ (اسکروتوم) آبی است.

آلت نَری، نَره، آلت مردانه، کیر یا دودول اندامی جنسی در جانوران (به ویژه پستانداران) نر است که برای آمیزش جنسی و ادرار کردن به کار می‌رود. این اندام به همراه بیضه‌ها در پایین بدن، دستگاه تناسلی نرینه را تشکیل می‌دهند. آلت نری در بسیاری از جانوران مهره‌دار و بی‌مهره وجود دارد؛ ولی در همهٔ گونه‌های جانوری نرها دارای آلت نری نیستند و در مواردی هم که نر دارای آلت نری است، این آلت‌ها لزوماً یکسان و شبیه به یکدیگر نیستند.

## کالبدشناسی
مکان و اندازه آلت نری در جانوران گوناگون متفاوت است. در بسیاری جانوران، از جمله پستانداران، اندازه نره در حالت عادی کوچک‌تر از نره در حالت نعوظ است. در بیشتر پستانداران استخوانی در جدار لیفی اندام وجود دارد که با نام استخوان قضیب یا باکولوم خوانده می‌شود. استخوان باکولوم در انسان و اسب وجود ندارد. در میان پستانداران، قضیب به سه بخش اصلی تشکیل‌دهنده تقسیم می‌شود:
- ریشه یا پایه که درون بدن و بخش رو به جلوی لگن خاصره قرار دارد.
- بدنه: بخشی از اندام که از ریشه آغاز می‌شود و به بیرون گسترش می‌یابد.
- حشفه: بخش پایانی و جلویی اندام که حساس‌ترین بخش اندام نیز به‌شمار می‌رود.

### در آب‌بازسانان
در آب‌بازسانان، به دلیل نیاز به کمتر شدن هرچه بیشتر اصطکاک اندام‌ها با آب، آلت تناسلی نر در درون بدن قرار دارد و در هنگام کنش جنسی به حالت نعوظ رسیده و به بیرون از بدن می‌آید. دو شکاف باریک در انتها و زیر بدن این جانوران وظیفه نگهداری اندام تناسلی و اندام تخلیه (مقعد) را دارند. خایه‌ها نیز در آب‌بازسانان مذکر درون بدن قرار گرفته‌اند.

## عملکرد
آلت تناسلی نر در پستانداران وظیفه آمیزش جنسی و دفع ادرار را برعهده دارد.

## در انسان

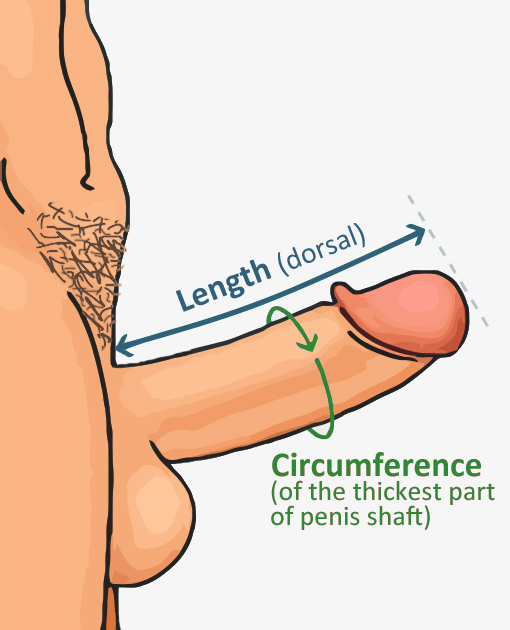
نحوهٔ اندازه‌گیری آلت انسان

آلت تناسلی نر در انسان از دو بافت اصلی تشکیل شده‌است:
- دو جسم تهینه‌ای
- کرپه اسفنجی در زیر آن‌ها

انتهای کرپه اسفنجی وسعت یافته و ختنه‌گاه را می‌پوشاند. دور ختنه‌گاه را پیش‌پوست گرفته‌است؛ بخشی پوستی که می‌تواند برای آشکار ساختن کلاهک آلت تناسلی عقب بنشیند. پیش‌پوست توسط چینی از پوست به نام لگام به زیر ختنه‌گاه متصل می‌شود. آلت تناسلی توسط لیگامان معلق، آویزان و رو به بالا نگه داشته می‌شود.

## دوشاخه
در میان بعضی کیسه‌داران، وجود دو مهبل (مجرای واژنی) در بدن جنس ماده باعث شده‌است که آلت تناسلی جنس مذکر نیز دو شاخه شود تا منی را به درون هر دو مهبل جانبی بریزد. در این حالت، میزراه پیش از رسیدن به دو شاخه به پایان می‌رسد. پدید آمدن واژن دوکاناله و قضیب دوشاخه در چنین جانورانی دلیلی فرگشتی داشته و باعث افزایش احتمال باروری ماده می‌شود. برخلاف جفت‌داران که تنها یک مهبل دارند و جنین در آن تشکیل می‌شود، دو کانال واژنی کیسه‌داران ماده توانایی تولید دو نوزاد–جنین ناکامل را در هر زمان دارند. در انسان نیز گاه جهش‌های ژنتیکی باعث ایجاد نقص آلت دوشاخه می‌شوند.